# Listă de senatori ai Senatului Statelor Unite ale Americii din statul Alabama

Sigiliul statului Alabama

Statul Alabama a fost admis în Uniune la 14 decembrie 1819, după ce fusese anterior organizat ca Teritoriul Alabama pentru o perioadă de doi ani (1817 - 1819), alegând senatori din Clasa II și Clasa III.  Locurile statului Alabama din Senatul Statelor Unite au fost declarate vacante din martie 1861 până în iulie 1868 datorită secesiunii Alabamei din Uniune în timpul Războiului Civil American. Senatorii actuali din partea statului Alabama în Senatul Statelor Unite sunt politicienii republicani Jeff Sessions și Richard Shelby.

## Clasa II
| Senator | Senator               | Partid politic       | Preluarea funcției | Părăsirea funcției               | Motiv                         | Alte funcții / Note |
| --- | --------------------- | -------------------- | ------------------ | -------------------------------- | ----------------------------- | --- |
| William R. King                                                                                                  |                       | Democrat- Republican | 14 decembrie 1819  | 15 aprilie 1844                  | Demisie                       | * Vicepreședinte al SUA (1853) * Preşedinte pro tempore (1836 – 1841 și 1850 – 1852) * Senator de clasa III de Alabama |
| William R. King                                                                                                  | Jacksonian - Democrat |                      | 14 decembrie 1819  | 15 aprilie 1844                  | Demisie                       | * Vicepreședinte al SUA (1853) * Preşedinte pro tempore (1836 – 1841 și 1850 – 1852) * Senator de clasa III de Alabama |
| Dixon Hall Lewis                                                                                                 |                       | Democrat             | 22 aprilie 1844    | 24 octombrie 1848                | Deces                         | |
| Benjamin Fitzpatrick                                                                                             |                       | Democrat             | 25 noiembrie 1848  | 30 noiembrie 1849                | Pensionare                    | * Guvernator al statului Alabama (1841 – 1845) * Preşedinte pro tempore * Senator de clasa III de Alabama              |
| Jeremiah Clemens                                                                                                 |                       | Democrat             | 30 noiembrie 1849  | 4 martie 1853                    | Pensionare                    | |
| Clement Claiborne Clay                                                                                           |                       | Democrat             | 29 noiembrie 1853  | 21 ianuarie 1861 (4 martie 1861) | Retragere                     | * Senator al Congresului Confederației (1862 – 1864)                                                                   |
| Poziția a fost vacantă în timpul Războiului Civil American (1861 - 1865) și al erei Reconstrucţiei (1865 - 1868) |                       |                      |                    |                                  |                               | |
| Willard Warner                                                                                                   |                       | Republican           | 13 iulie 1868      | 4 martie 1871                    | Pierderea realegerilor        | |
| George Goldthwaite                                                                                               |                       | Democratic           | 4 martie 1871      | 4 martie 1877                    | Pensionare                    | |
| John Tyler Morgan                                                                                                |                       | Democratic           | 4 martie 1877      | 11 iunie 1907                    | Deces                         | |
| John H. Bankhead                                                                                                 |                       | Democratic           | 18 iunie 1907      | 1 martie 1920                    | Deces                         | |
| B. B. Comer |                       | Democratic           | 5 martie 1920      | 2 noiembrie 1920                 | Pensionare                    | * Guvernatorul statului Alabama (1907 – 1911)                                                                          |
| James Thomas Heflin                                                                                              |                       | Democratic           | 3 noiembrie 1920   | 4 martie 1931                    | Descalificat de a mai candida | * Ministru de stat al statului Alabama (1902 – 1920)                                                                   |
| John H. Bankhead II                                                                                              |                       | Democratic           | 4 martie 1931      | 12 iunie 1946                    | Died                          | |
| George R. Swift                                                                                                  |                       | Democratic           | 15 iunie 1946      | 5 noiembrie 1946                 | Pierderea realegerilor        | |
| John Sparkman |                       | Democratic           | 6 noiembrie 1946   | 3 ianuarie 1979                  | Pensionat                     | * House Minority Whip (1946)                                                                                           |
| Howell Heflin |                       | Democratic           | 3 ianuarie 1979    | 3 ianuarie 1997                  | Pensionat                     | * Șeful Curții de Justiție a statului Alabama (1971 – 1977)                                                            |
| Jeff Sessions |                       | Republican           | 7 ianuarie 1997    | Present                          | Incumbent                     | * Procurorul general al statului Alabama (1995 – 1997)                                                                 |

## Clasa III
| Senator                                                 | Senator             | Partid politic         | Preluarea funcției               | Părăsirea funcției | Motiv                                                                              | Alte funcții / Note |
| ------------------------------------------------------- | ------------------- | ---------------------- | -------------------------------- | ------------------ | ---------------------------------------------------------------------------------- | --- |
| John Williams Walker                                    |                     | Democrat- Republican   | 14 decembrie 1819                | 12 decembrie 1822  | Demisie                                                                            | Liderul (Speaker of the) Camerei Reprezentanţilor Teritoriului Alabama                                                                     |
| William Kelly                                           |                     | Democrat- Republican   | 12 decembrie 1822                | 4 martie 1825      |                                                                                    | Liderul (Speaker of the) Camerei Reprezentanţilor statului Alabama (1825)                                                                  |
| William Kelly                                           | Jacksonian Democrat |                        | 12 decembrie 1822                | 4 martie 1825      |                                                                                    | Liderul (Speaker of the) Camerei Reprezentanţilor statului Alabama (1825)                                                                  |
| Henry H. Chambers                                       |                     | Democrat- Republican   | 4 martie 1825                    | 24 ianuarie 1826   | Deces                                                                              | |
| Israel Pickens                                          |                     | Jacksonian Democrat    | 17 februarie 1826                | 27 noiembrie 1826  | Pensionare                                                                         | Guvernator al statului Alabama (1821 – 1825)                                                                                               |
| John McKinley                                           |                     | Democratic             | 27 noiembrie 1826                | 4 martie 1831      | Lost re-election                                                                   | U.S. Supreme Court Justice (1838–1852) |
| Gabriel Moore                                           |                     | Democratic- Republican | 4 martie 1831                    | 4 martie 1837      |                                                                                    | Governor of Alabama (1829–1831) Speaker of the Alabama Senate (1820) Speaker of the Alabama Territorial House of Representatives (1817)    |
| John McKinley                                           |                     | Democratic             | 4 martie 1837                    | 22 aprilie 1837    | Resigned                                                                           | U.S. Supreme Court Justice (1838–1852) |
| Clement Comer Clay                                      |                     | Democratic             | 19 iunie 1837                    | 15 noiembrie 1841  | Resigned                                                                           | Governor of Alabama (1835–1837) Alabama Supreme Court Justice (1843) Speaker of the Alabama House of Representatives                       |
| Arthur P. Bagby                                         |                     | Democratic             | 24 noiembrie 1841                | 16 iunie 1848      | Resigned                                                                           | Governor of Alabama (1837–1841) Minister to Russia (1849–1849)                                                                             |
| William R. King                                         |                     | Democratic             | 1 iulie 1848                     | 20 decembrie 1852  | Resigned                                                                           | Vice President of the United States (1853) President pro tempore (1836–1841; 1850–1852) Also served in Alabama's Class II seat (1819–1844) |
| Benjamin Fitzpatrick                                    |                     | Democratic             | 14 ianuarie 1853                 | 4 martie 1855      |                                                                                    | Governor of Alabama (1841–1845) President pro tempore Also served in Alabama's Class II seat (1848–1849)                                   |
| Benjamin Fitzpatrick                                    | 26 noiembrie 1855   | Democratic             | 21 ianuarie 1861 (4 martie 1861) | Withdrew           |                                                                                    | Governor of Alabama (1841–1845) President pro tempore Also served in Alabama's Class II seat (1848–1849)                                   |
| Vacant during the American Civil War and Reconstruction |                     |                        |                                  |                    |                                                                                    | |
| George E. Spencer                                       |                     | Republican             | 13 iulie 1868                    | 4 martie 1879      | Retired                                                                            | |
| George S. Houston                                       |                     | Democratic             | 4 martie 1879                    | 31 decembrie 1879  | Died                                                                               | Governor of Alabama (1874–1878) |
| Luke Pryor                                              |                     | Democratic             | 7 ianuarie 1880                  | 23 noiembrie 1880  | Successor qualified                                                                | |
| James L. Pugh                                           |                     | Democratic             | 24 noiembrie 1880                | 4 martie 1897      | Retired                                                                            | Confederate States Representative (1862–1865)                                                                                              |
| Edmund Pettus                                           |                     | Democratic             | 4 martie 1897                    | 27 iulie 1907      | Died                                                                               | |
| Joseph F. Johnston                                      |                     | Democratic             | 6 august 1907                    | 8 august 1913      | Died                                                                               | Governor of Alabama (1896–1900) |
| Francis S. White                                        |                     | Democratic             | 11 mai 1914                      | 4 martie 1915      | Retired                                                                            | |
| Oscar Underwood                                         |                     | Democratic             | 4 martie 1915                    | 4 martie 1927      | Retired                                                                            | Senate Minority Leader (1920–1923) House Majority Leader (1911–1915) House Minority Whip (1899–1901)                                       |
| Hugo Black                                              |                     | Democratic             | 4 martie 1927                    | 19 august 1937     | Resigned                                                                           | U.S. Supreme Court Justice (1937–1971) |
| Dixie Bibb Graves                                       |                     | Democratic             | 20 august 1937                   | 10 ianuarie 1938   | Resigned                                                                           | |
| J. Lister Hill                                          |                     | Democratic             | 11 ianuarie 1938                 | 3 ianuarie 1969    | Retired                                                                            | |
| James Allen                                             |                     | Democratic             | 3 ianuarie 1969                  | 1 iunie 1978       | Died                                                                               | Lieutenant Governor of Alabama (1951–1955; 1963–1967)                                                                                      |
| Maryon Pittman Allen                                    |                     | Democratic             | 8 iunie 1978                     | 7 noiembrie 1978   | Lost renomination                                                                  | |
| Donald W. Stewart                                       |                     | Democratic             | 7 noiembrie 1978                 | 2 ianuarie 1981    | Lost renomination; resigned one day early to give successor advantageous seniority | |
| Jeremiah Denton                                         |                     | Republican             | 2 ianuarie 1981                  | 3 ianuarie 1987    | Lost re-election                                                                   | |
| Richard Shelby                                          |                     | Democratic             | 6 ianuarie 1987                  | 9 noiembrie 1994   | Incumbent                                                                          | |
| Richard Shelby                                          | Republican          | 9 noiembrie 1994       | Present                          |                    | Incumbent                                                                          | |